# Raïssa
Raïssa is het eerste stripalbum uit de Thorgal-parallelreeks De werelden van Thorgal: Wolvin. De strip werd voor het eerst uitgegeven bij Le Lombard in 2011. Het album is getekend door Roman Surzhenko met scenario van Yann.

## Het verhaal
Dit verhaal vertelt het verhaal van Wolvin die een onrustwekkende ontmoeting heeft met een meute wolven in de omgeving van het dorp. Door enkele pestkoppen in het dorp wordt de kleine Wolvin in een put gedreven. Daar bevindt zich ook een gewonde wolvin. Dankzij haar gave om met dieren te spreken, komt ze te weten dat de gewonde wolvin aanwezig was bij haar geboorte (zie: De wolvin) en deze laatste haar leiderspositie verloor in de roedel aan de gemene Raïssa. Thorgals dochter ontdekt meer over zichzelf en hoe ze aan haar naam kwam. Ze besluit de wolvin te helpen...